# 첸탕구
첸탕구(한국어: 전당구, 중국어: 钱塘区, 병음: Qiantang Qū)는 중화인민공화국 저장성 항저우시의 현급 행정구역이다. 넓이는 436km2이고, 인구는 2022년 기준으로 812,000명이다.

## 행정 구역
7개 가도를 관할한다.

첸탕구 행정구역

- 가도:下沙街道、白杨街道、河庄街道、义蓬街道、新湾街道、临江街道、前进街道